# Symplecta (Psiloconopa) winthemi
Symplecta (Psiloconopa) winthemi is een tweevleugelige uit de familie steltmuggen (Limoniidae). De soort komt voor in het Neotropisch gebied.